# Spadafora
Spadafora ist eine Stadt der Metropolitanstadt Messina in der Region Sizilien in Italien mit 4654 Einwohnern (Stand 31. Dezember 2023).

## Lage und Daten
Spadafora liegt 29 km westlich von Messina. Die Einwohner arbeiten hauptsächlich in der Landwirtschaft und in der Industrie. Außerdem gibt es Arbeitsplätze im Dienstleistungsbereich um das Thermalbad. Spadafora gehört zu den drei renommierten Thermalbädern in der Provinz Messina.
Spadafora liegt an der Autobahn A20/E90, die nächste Ausfahrt heißt Rometta und ist etwa 5 km entfernt. Spadafora besitzt einen eigenen Haltepunkt an der Bahnlinie  Bahnstrecke Fiumetorto–Messina.
Die Nachbargemeinden sind Roccavaldina, Rometta und Venetico.

## Geschichte
Der Ort wurde 1737 gegründet. Davor bestand schon eine Siedlung.

## Sehenswürdigkeiten

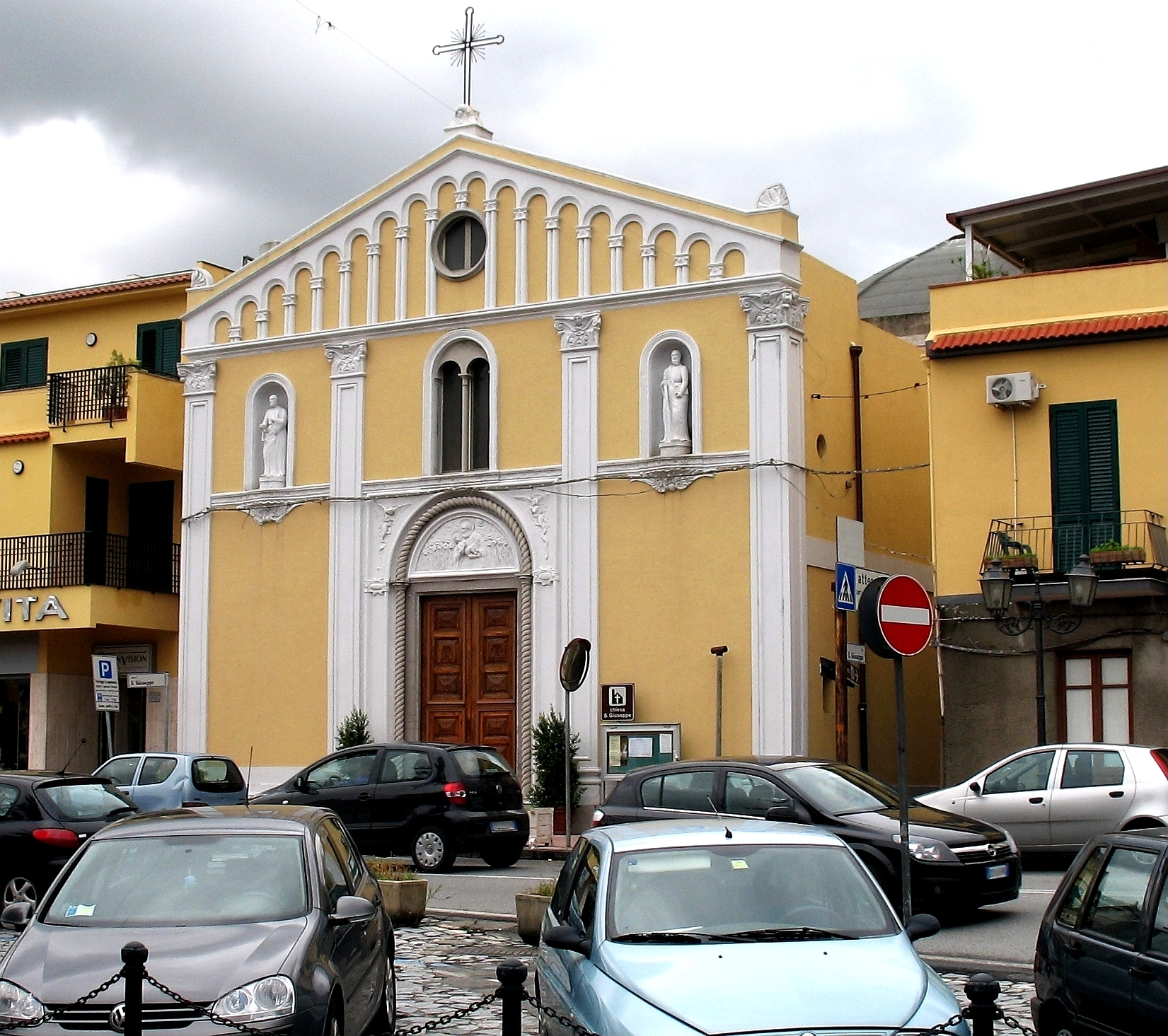
Kirche Heiliger Joseph

Der Baronspalast wurde Ende des 16. Jahrhunderts erbaut. Der Palast ist wahrscheinlich ein Werk des Bildhauers und Architekten Camillo Camilliani.